# Philesia
Philesia es un género monotípico de plantas con flores de la familia Philesiaceae —a la que también pertenece el copihue (Lapageria rosea)—. Su única especie, Philesia magellanica J.F.Gmel., Syst. Nat.: 1012 (1791), es un pequeño arbusto.
Es nativo del sur de Chile, donde habita entre Valdivia y Magallanes, y del sur de Argentina. Es conocido como coicopihue, copihue chilote, copihuelo o coicopiu; requiere para prosperar de veranos frescos y húmedos y de una tierra humífera de tendencia ácida.
Sus flores son acampanadas y tienen 3 tépalos de color rosado. Su fruto, es una baya comestible de color verde-amarillenta.

## Usos
Especie ornamental, su fruto, al igual que el fruto del copihue, es comestible y se consume fresco.

## Sinonimia
- Philesia buxifolia Lam. ex Poir. in J.B.A.M.de Lamarck, Encycl. 5: 269 (1804).[3]